# Кампонгсаом (бухта)
Кампонгсаом (кхмер. ឆកកំពង់សោម) — бухта в Камбодже. Кампонгсаом имеет глубокую воду у бергегов, что делает возможным навигацию в автономном порту Сиануквиль, единственному глубоководному порту Камбоджи, и порту Донгпен. Акваторию от Сиамского залива отгораживают острова Ронг и Ронгсамлем, которые также защищают бухту от штормов.
Серьёзной проблемой бухты Кампонгсаома стала вырубка индокитайских мангровых лесов.
В бухту впадает одноимённая река.